# وزارة البيئة والمياه (بلغاريا)
وزارة البيئة والمياه (بالبلغارية: Министерство на околната среда и водите) هي وزارة حكومية في بلغاريا مسؤولة عن حماية بيئة البلاد. هذه الوزارة التي أنشئت في 19 يونيو/حزيران 1976، كانت تعمل في السابق تحت اسم لجنة حماية البيئة التابعة لمجلس الوزراء، لكنها أصبحت في عام 1990 وزارة البيئة وحافظت على بنيتها الحالية منذ عام 1997.